# The Jim Henson Company
The Jim Henson Company (früher bekannt als Muppets, Inc. (1958–1976), Henson Associates, Inc. (1976-1987) und Jim Henson Productions, Inc. (1987-1997); allgemein als Henson bezeichnet) ist ein amerikanisches Unterhaltungsunternehmen mit Sitz in Los Angeles, Kalifornien. Das Unternehmen ist bekannt für seine Innovationen auf dem Gebiet des Puppenspiels, insbesondere durch die Erschaffung von Kermit der Frosch und den Muppets-Figuren. Brian Henson ist Vorsitzender, während Lisa Henson CEO ist. Seit dem Jahr 2000 hat die Jim Henson Company ihren Hauptsitz auf dem Jim Henson Company Lot, den historischen ehemaligen Charlie Chaplin Studios, in Hollywood.
Das Unternehmen wurde im November 1958 von den Puppenspielern Jim und Jane Henson gegründet und wird derzeit von ihren Kindern unabhängig geführt. Henson hat viele erfolgreiche Fernsehserien produziert, darunter Die Muppet Show (1976–1981), Die Fraggles (1983–1987) und Der Bär im großen blauen Haus (1997–2006); außerdem hat das Unternehmen die Muppet-Figuren für die Sesamstraße (1969 bis heute) entworfen.
Das Unternehmen hat auch Kinofilme produziert, darunter Muppet Movie (1979), Der dunkle Kristall (1982) und Die Reise ins Labyrinth (1986). Henson betreibt auch Jim Henson's Creature Shop, ein Studio für Animatronics und visuelle Effekte, das Figuren und Effekte sowohl für Henson-Produktionen als auch für externe Projekte geschaffen hat. 1989 nahm das Unternehmen Fusionsverhandlungen mit The Walt Disney Company auf, die nach Jim Hensons Tod 1990 abgebrochen wurden. In der Folgezeit wurde die Kontrolle über das Unternehmen von Hensons Kindern übernommen: Lisa, Cheryl, Brian, John und Heather. Im Jahr 2000 wurde Henson an das deutsche Medienunternehmen EM.TV & Merchandising AG verkauft; Ende desselben Jahres brachen die Aktien von EM.TV jedoch zusammen, und die Familie Henson erwarb das Unternehmen 2003 zurück.
In der Zwischenzeit verkaufte EM.TV Anfang Januar 2001 die Rechte an den Muppets der Sesamstraße an Sesame Workshop, nach einer Ankündigung im Dezember 2000. Henson verkaufte die Muppets und Der Bär im großen blauen Haus im Jahr 2004 an Disney, behielt aber den Rest der Programmbibliothek und der Vermögenswerte.
Seitdem haben Brian, Lisa, Cheryl und Heather Henson die Kontrolle über das Unternehmen. Jane Henson starb im April 2013, und John Henson starb im Februar 2014.

## Geschichte

### 1958 bis 1990
Jim und Jane Henson gründeten die Muppets, Inc. offiziell am 20. November 1958, drei Jahre nach der Erstausstrahlung von Sam and Friends auf WRC-TV in Washington, D.C. Abgesehen von Sam and Friends bestand der Großteil ihrer Arbeit bis 1969 aus Werbung, Auftritten in Late-Night-Talkshows und kurzen „Meeting-Filmen“, die von 1965 bis 1996 hauptsächlich für Unternehmen produziert wurden. Im Jahr 1968 begann das Unternehmen mit der Gestaltung von Figuren und der Produktion von Kurzfilmen für die noch junge Sesamstraße, die im November 1969 auf NET (dem Nachfolger von PBS) Premiere hatte.

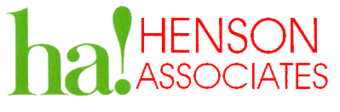
Henson Associates Inc. Logo von 1976 bis 1987

Eine der ersten Figuren des Unternehmens, die regelmäßig im Fernsehen auftrat, Rowlf der Hund, stammte aus Werbespots für Purina-Hundefutter und wurde von 1963 bis 1966 eine regelmäßige Figur in der Jimmy Dean Show. Während dieser Zeit lehnte der Moderator der Show, Jimmy Dean, die Möglichkeit ab, 40 % des Unternehmens zu besitzen, da er davon ausging, dass er dieses Recht nicht erlangen würde. Jim Henson schlug den großen amerikanischen Fernsehsendern auch verschiedene Projekte vor, jedoch ohne Erfolg. Einige Ideen wurden zu nicht ausgestrahlten Pilotfilmen, während andere nie produziert wurden.
1976 trat der Produzent Lew Grade an Henson heran, um eine wöchentliche Serie in Grades Heimatland Großbritannien zu produzieren. Aus dieser Serie wurde The Muppet Show, die von Associated Television (ATV) für den Sender ITV produziert wurde. Der Erfolg der Muppet Show führte dazu, dass sich die Muppets zu einer dauerhaften Medienserie entwickelten. Ein anderes von Grade kontrolliertes Unternehmen, ITC Entertainment, war ursprünglich Eigentümer der Muppet Show und anderer Henson-Produktionen, aber Henson erwarb die Rechte an diesen Produktionen in den 1980er Jahren. In dieser Zeit gründete Henson Jim Henson's Creature Shop, ein Studio für Spezialeffekte, das unter anderem für die Filme Der dunkle Kristall und Labyrinth sowie die Fernsehserien The StoryTeller, Farscape und Dinosaurier verantwortlich war.

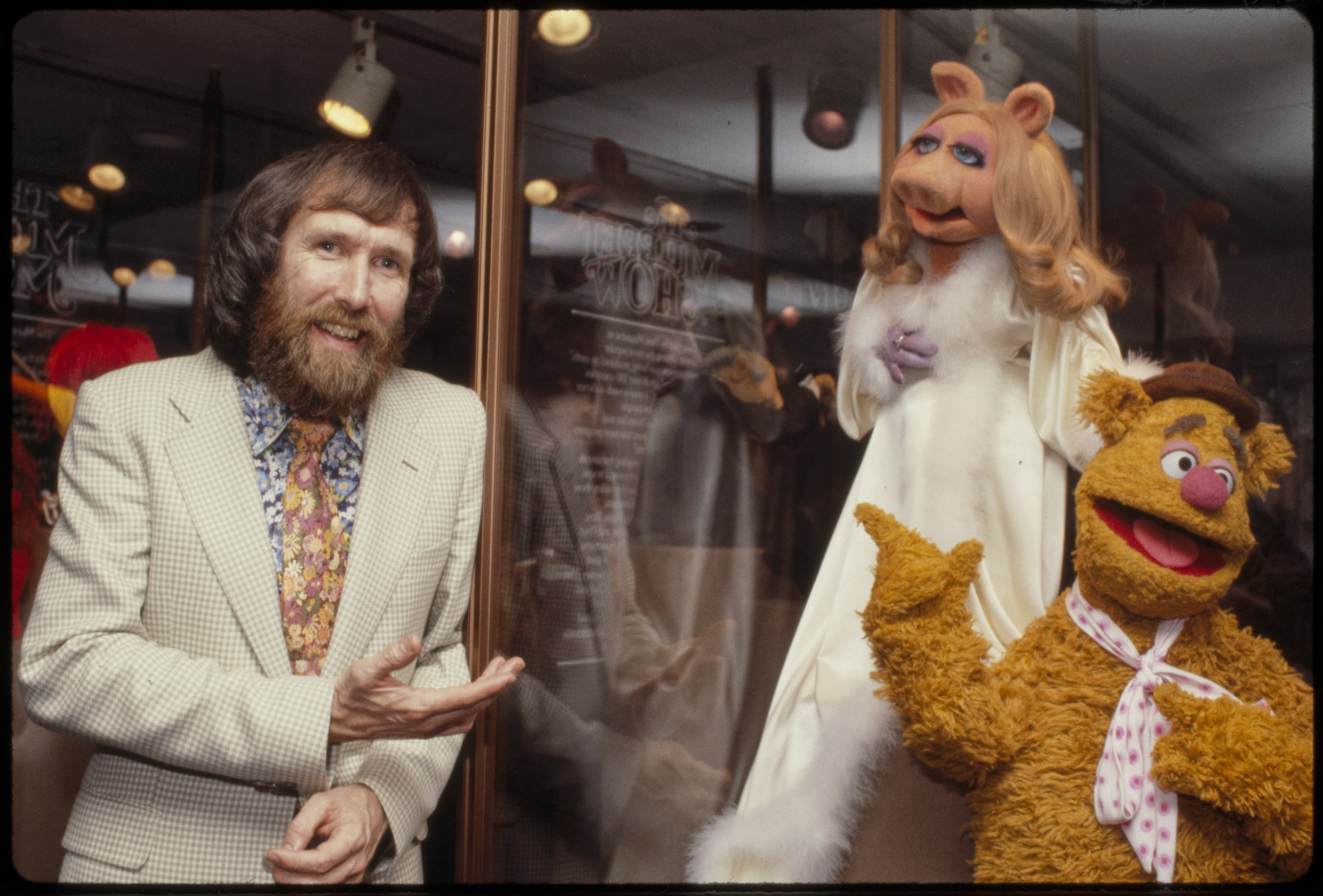
Jim Henson mit zwei Figuren der Muppets

Später in seinem Leben produzierte Henson Fraggle Rock und The Jim Henson Hour. Im August 1989 begannen Henson und Disney-CEO Michael Eisner Fusionsgespräche, die Berichten zufolge einen Wert von 150 Millionen Dollar hatten und auch einen Fünfzehnjahresvertrag für Hensons persönliche „kreative Dienste“ beinhalteten.
Die Vereinbarung umfasste jedoch nicht die Rechte an den Figuren der Sesamstraße, die im Besitz von Henson waren, obwohl die Einnahmen aus dem Merchandising zwischen Henson und dem Children’s Television Workshop aufgeteilt wurden.
Ebenfalls während der Verhandlungen kaufte die Leitung der im Vereinigten Königreich ansässigen Vertriebseinheit Henson International Television ihre Einheit vom Unternehmen, was zur Gründung von HIT Entertainment führte. Am 16. Mai 1990, als die Verhandlungen noch liefen, starb Jim Henson an einem toxischen Schocksyndrom. Nach Hensons Tod konnten sich Disney und Jim Henson Productions nicht einigen. Die Verhandlungen wurden im Dezember 1990 offiziell beendet, und Henson blieb ein unabhängiges Unternehmen.

### 1991 bis 1999
Die Familie Henson übernahm die Leitung des Unternehmens, und Brian Henson wurde im Januar 1991 zum Präsidenten, Vorsitzenden und CEO ernannt. In den folgenden Jahren schloss Henson mit mehreren Unternehmen Verträge ab, darunter die Fernsehrechte für die Henson-Bibliothek mit Disney Channel und Nickelodeon, ein Plattenlabel mit BMG Kidz und ein Heimmedienlabel mit Buena Vista Home Video. 1995 schloss Henson mit ABC einen Vertrag über die Produktion von Fernsehserien zur Hauptsendezeit ab, woraus Muppets Tonight und Aliens in the Family hervorgingen.
Nach der Veröffentlichung von The Muppet Christmas Carol und Muppet Treasure Island durch Walt Disney Pictures gründete Henson mit Sony Pictures Entertainment Jim Henson Pictures. Im Jahr 1998 unterzeichnete das Unternehmen einen Vertrag mit Columbia TriStar Home Video, um Jim Henson Home Entertainment zu starten. Bis 1999 hielt Henson Teilanteile an zwei Kabelkanälen: The Kermit Channel (Ausstrahlung in Asien) und Odyssey Network (Ausstrahlung in den Vereinigten Staaten), die beide gemeinsam mit Hallmark Entertainment betrieben wurden. Nachdem Hallmark (über Crown Media Holdings) die vollständige Eigentümerschaft an diesen Sendern übernommen hatte, wurde der Kermit Channel eingestellt und Odyssey in Hallmark Channel umbenannt.

### 2000 bis 2004

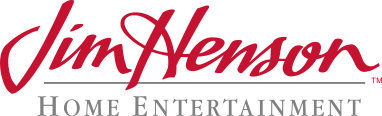
Jim Henson Home Entertainment Logo seit 2001

Im Jahr 2000 verkaufte die Familie Henson das Unternehmen für 680 Millionen Dollar an das deutsche Medienunternehmen EM.TV & Merchandising AG. Im Sommer verkaufte EM.TV Hensons Anteile an den Kabelkanälen Odyssey und Kermit im Tausch gegen einen 8,2%igen Anteil an der von Hallmark kontrollierten Crown Media Holdings. Ende 2000, nachdem EM.TV in der Folgezeit in große finanzielle Schwierigkeiten geraten war, verkaufte EM.TV die Anteile des Unternehmens an den Muppets aus der Sesamstraße und Hensons kleine Anteile am Fernsehnetzwerk Noggin an Sesame Workshop, und Anfang 2001 war Henson selbst zum Verkauf ausgeschrieben. Disney, Viacom, HIT Entertainment, AOL Time Warner, Haim Saban, Classic Media, sowie das Management von Henson waren Berichten zufolge an einer Übernahme des Unternehmens interessiert.
Im Dezember 2002 wurde eine Vereinbarung bekannt gegeben, wonach EM.TV einen Anteil von 49,9 % an Henson an eine Investmentgruppe unter der Leitung von Dean Valentine, einer ehemaligen Führungskraft bei Disney und UPN, verkaufen würde. Im März 2003 wurde der Vertrag jedoch unter Hinweis auf finanzielle Probleme von Valentine gekündigt. Im Mai 2003 stand EM.TV Berichten zufolge kurz vor einer Einigung über den Verkauf von Henson an ein Konsortium aus Classic Media und Sesame Workshop (mit Finanzierung durch Sony Pictures Entertainment), bis die Familie Henson das Unternehmen zu einem Schlusskurs von 84 Millionen Dollar zurückerwarb.
Im Februar 2004 verkaufte Henson die Muppets und Der Bär vom großen blauen Haus an Disney, die daraufhin das Muppets-Studio gründeten (damals noch unter dem Namen The Muppets Holding Company). Der Begriff „Muppet“ wurde ebenfalls ein rechtliches Markenzeichen von Disney; Sesame Workshop behielt die Erlaubnis, den Begriff für seine Sesamstraßenfiguren unter einer Lizenz von Disney bis 2023 zu verwenden.

### 2004 bis heute

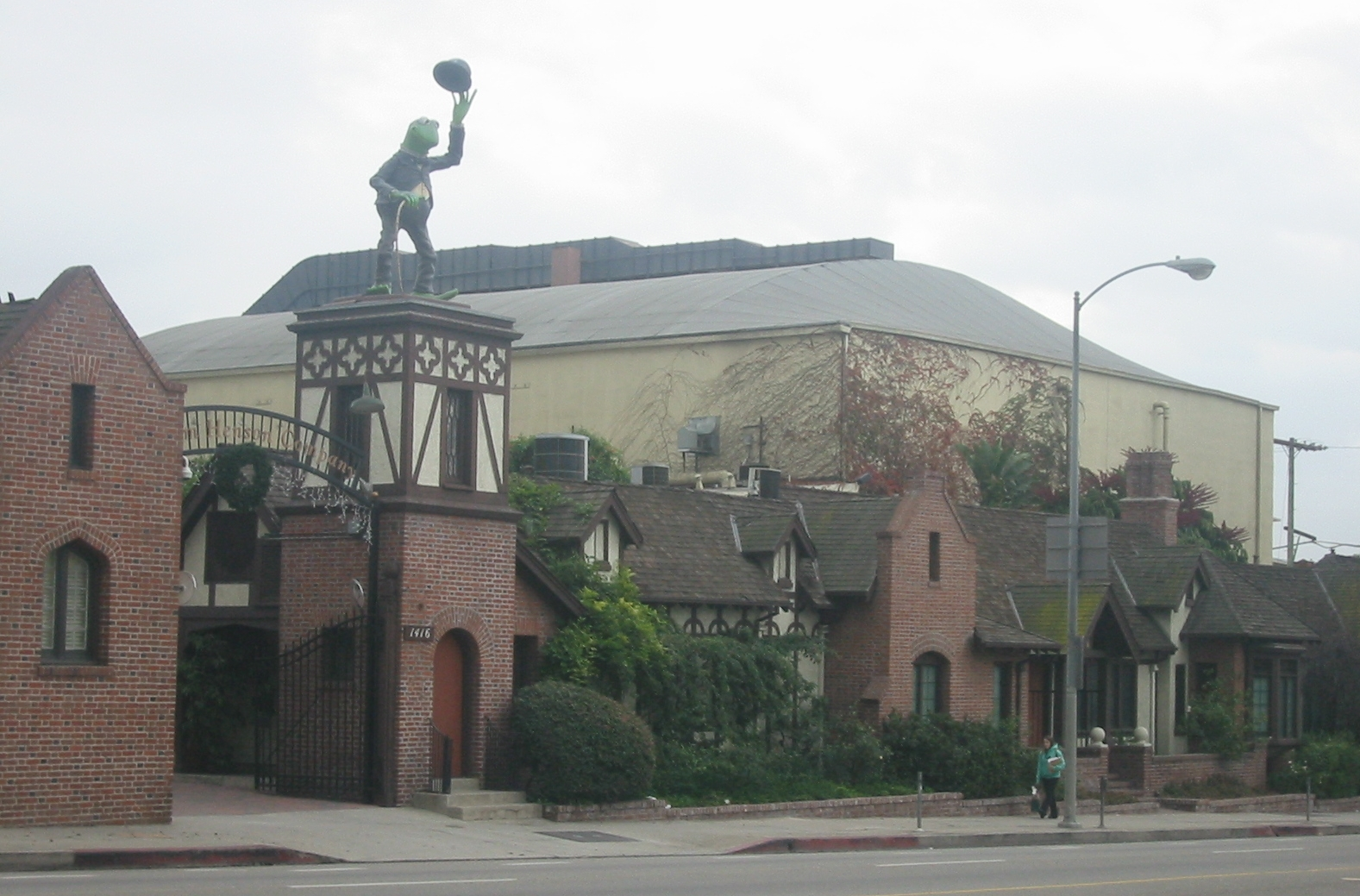
The Jim Henson Company Lot in Los Angeles 2006

Am 1. April 2004 einigten sich Henson und HIT Entertainment auf einen Fünfjahresvertrag über den weltweiten Vertrieb und die Produktion von 440 Stunden aus der verbleibenden Bibliothek des Unternehmens, einschließlich Fraggle Rock, Emmet Otter's Jug-Band Christmas, The Hoobs und Jim Henson's Mother Goose Stories Darüber hinaus umfasste die Vereinbarung auch die Produktion neuer Sendungen, darunter Frances, bei der beide Unternehmen Koproduzenten sind und auch die Urheberrechte an der Serie gemeinsam besitzen. Nachdem dieser Vertrag ausgelaufen war, schloss Henson ähnliche Vereinbarungen mit Lionsgate Home Entertainment und Gaiam Vivendi Entertainment. Außerdem beteiligte sich das Unternehmen an computeranimierten Projekten, darunter die Direct-to-Video-Serie Unstable Fables, Sid the Science Kid, Dinosaur Train und Splash and Bubbles sowie die Puppenserie Pajanimals.
Später gründete Henson das Unternehmen Henson Alternative, das sich auf Inhalte für Erwachsene spezialisiert hat, einschließlich der Live-Shows, die alternativ als Puppet Improv, Puppet Up! bekannt sind, und Stuffed and Unstrung. In den letzten Jahren hatten die Fraggle-Rock-Figuren mehrere Auftritte, meist bei besonderen Veranstaltungen. Die Figuren traten zusammen mit Ben Folds Five in dem Musikvideo zu „Do It Anyway“ auf; und 2013 veranstalteten Gobo und Red Fraggle einen Fraggle Rock-Marathon auf dem Hub Network.
Im Jahr 2019 wurde The Dark Crystal: Age of Resistance, ein Prequel zu Der dunkle Kristall, auf Netflix uraufgeführt. Im Jahr 2022 wurde "Fraggle Rock: Back to the Rock", ein Reboot von "Fraggle Rock", auf Apple TV+ ausgestrahlt.
Am 9. August 2022 unterzeichnete das Unternehmen mit Shout! Factory eine weltweite Vertriebsvereinbarung, die es Shout! erlaubt, dreizehn Serien und Specials aus dem Henson-Katalog auf Home-Entertainment- und Streaming-Plattformen in allen Territorien zu vertreiben. Eine ähnliche weltweite Vertriebsvereinbarung trat am 1. Januar 2024 für die Streaming-Video-on-Demand Ausstrahlung, digitale Downloads, verpackte Medien und bestimmte nicht-kommerzielle Rechte für die Filme Der dunkle Kristall, Die Reise ins dunkle Labyrinth sowie für die Specials Inside the Labyrinth und The World of the Dark Crystal in Kraft.

## Mitglieder

### Henson-Familie
- Jim Henson (1936–1990) – Gründer der Jim Henson Company;
- Jane Henson (1934–2013) – Co-Gründer der Jim Henson Company;
- Brian Henson – Vorsitzender der Jim Henson Company;
- Lisa Henson – CEO der Jim Henson Company;
- Cheryl Henson – Mitglied des Verwaltungsrats, Präsident der Jim Henson Foundation. Ehemals Verbindungsperson zu Sesame Workshop von 1992 bis 2000;
- John Henson (1965–2014) – Mitglied des Verwaltungsrats;
- Heather Henson – Mitglied des Verwaltungsrats.

### Leitung
- Peter Schube – Präsident und COO von The Jim Henson Company;
- Lori Don – Geschäftsführender Vizepräsident und Finanzvorstand der Jim Henson Company;
- Richard Goldsmith – Executive Vice President, Globaler Vertrieb und internationale Verbraucherprojekte;
- Joe Henderson – Geschäftsführender Vizepräsident, weltweite Verwaltung;
- Stephanie Schroeder – Geschäftsführender Vizepräsident, Business Affairs & Legal;
- Halle Stanford – Executive Vice President für Kinderunterhaltung;
- Nicole Goldman – Senior Vice President, Marketing und Öffentlichkeitsarbeit;
- Karen Lee Arbeeny – Vizepräsident, Geschäftsbetrieb, weltweiter Vertrieb;
- Faryal Ganjehei – Vizepräsident und Studiobetreiber im Henson Recording Studio;
- Anna Jordan Douglass – Vizepräsident, Digitale Entwicklung und interaktive Medien;
- Howard Sharp – Vizepräsident der Verwaltung;
- Peter Brooke – Creative Supervisor bei Jim Henson's Creature Shop;
- Jerry Houle – Vizepräsident für Marketing 1977–1984.

### Sonstige Mitarbeiter
- Karen Falk – Historikerin und Archivarin.

## Filmografie

### Filme
| Produktionsfirma       | Titel                                                             | Veröffentlichung  | Produktionspartner             | Vertrieb                                     |
| ---------------------- | ----------------------------------------------------------------- | ----------------- | ------------------------------ | -------------------------------------------- |
| Muppets Inc.           | Alpträume                                                         | 1965              |                                | Pathé Contemporary Films                     |
| Muppets Inc.           | The Cube                                                          | 23. Feb. 1969     |                                | NBC                                          |
| Henson Associates      | Muppet Movie                                                      | 22. Juni 1979     | ITC Entertainment              | Associated Film Distributions                |
| Henson Associates      | Die große Muppet-Sause                                            | 22. Juni 1981     | ITC Entertainment              | Universal Pictures                           |
| Henson Associates      | Der dunkle Kristall                                               | 17. Dez. 1982     | ITC Entertainment              | Universal Pictures                           |
| Henson Associates      | Die Muppets erobern Manhattan                                     | 13. Juli 1984     |                                | TriStar Pictures                             |
| Henson Associates      | Sesame Street Presents: Follow That Bird                          | 2. Aug. 1985      | Children’s Television Workshop | Warner Bros.                                 |
| Henson Associates      | Die Reise ins Labyrinth                                           | 27. Juni 1986     | Lucasfilm                      | TriStar Pictures                             |
| Jim Henson Productions | Hexen hexen                                                       | 24. Aug. 1990     | Lorimar Film Entertainment     | Warner Bros.                                 |
| Jim Henson Productions | Jim Henson's Muppet*Vision 3D                                     | 16. Mai 1991      | Walt Disney Imagineering       | Disney-MGM Studios Walt Disney Attractions   |
| Jim Henson Productions | Die Muppets Weihnachtsgeschichte                                  | 11. Dez. 1992     | Walt Disney Pictures           | Buena Vista Pictures Distribution            |
| Jim Henson Productions | Gulliver's Travels                                                | 4. Feb. 1996      | Hallmark Entertainment         | NBC                                          |
| Jim Henson Productions | Muppets – Die Schatzinsel                                         | 16. Feb. 1996     | Walt Disney Pictures           | Buena Vista Pictures Distribution            |
| Jim Henson Pictures    | Buddy                                                             | 6. Juni 1997      |                                | Sony Pictures Releasing                      |
| Jim Henson Pictures    | Muppets aus dem All                                               | 14. Juli 1999     | Columbia Pictures              | Sony Pictures Releasing                      |
| Jim Henson Pictures    | The Adventures of Elmo in Grouchland                              | 1. Okt. 1999      |                                | Sony Pictures Releasing                      |
| Jim Henson Pictures    | Rat                                                               | 6. Okt. 2000 (UK) |                                |                                              |
| Jim Henson Pictures    | Jagd auf den Schatz der Riesen                                    | 2. Dez. 2001      | Hallmark Entertainment         | CBS                                          |
| Jim Henson Pictures    | It's a Very Merry Muppet Christmas Movie                          | 29. Nov. 2002     |                                | Universal Pictures                           |
| Jim Henson Pictures    | In tierischer Mission                                             | 10. Okt. 2003     |                                |                                              |
| Jim Henson Pictures    | Five Children and It                                              | 15. Okt. 2004     |                                | Capitol Films                                |
| Jim Henson Pictures    | Farscape: The Peacekeeper Wars                                    | 17. Okt. 2004     | Hallmark Entertainment         | Syfy                                         |
| Jim Henson Pictures    | Muppets: Der Zauberer von Oz                                      | 20. Mai 2005      |                                | ABC                                          |
| Jim Henson Pictures    | MirrorMask                                                        | 30. Sep. 2005     | Destination Films              | Samuel Goldwyn Films (USA) Tartan Films (UK) |
| The Jim Henson Company | Unstable Fables: 3 Pigs and a Baby                                | 4. März 2008      |                                | Genius Products                              |
| The Jim Henson Company | Unstable Fables: Tortoise vs. Hare                                | 9. Sep. 2008      |                                | Genius Products                              |
| The Jim Henson Company | Unstable Fables: The Goldilocks and the 3 Bears Show              | 16. Dez. 2008     |                                | Genius Products                              |
| The Jim Henson Company | Sid the Science Kid: The Movie                                    | 25. März 2013     |                                | PBS NCircle Entertainment                    |
| The Jim Henson Company | Alexander and the Terrible, Horrible, No Good, Very Bad Day       | 10. Okt. 2014     |                                | Walt Disney Studios Motion Pictures          |
| The Jim Henson Company | Lily the Unicorn                                                  | 26. Juni 2015     |                                | Amazon Prime Video                           |
| The Jim Henson Company | Turkey Hollow                                                     | 21. Nov. 2015     |                                | Lifetime                                     |
| The Jim Henson Company | The Star                                                          | 17. Nov. 2017     |                                | Sony Pictures Releasing                      |
| The Jim Henson Company | Dinosaur Train: Adventure Island                                  | 10. April 2021    |                                | PBS Universal Pictures                       |
| The Jim Henson Company | Guillermo del Toros Pinocchio                                     | 9. Dez. 2022      |                                | Netflix                                      |
| The Jim Henson Company | The Portable Door                                                 | 7. April 2023     | Story Bridge Films             | Madman Entertainment Sky Cinema              |
| The Jim Henson Company | Alexander and the Terrible, Horrible, No Good, Very Bad Road Trip | TBA               |                                | Disney+                                      |
| The Jim Henson Company | Untitled Labyrinth spin-off sequel                                | TBA               |                                | Sony Pictures Releasing                      |
| The Jim Henson Company | Muppet Man                                                        | TBA               | Walt Disney Pictures           | Walt Disney Studios Motion Pictures          |
| The Jim Henson Company | The Buried Giant                                                  | TBA               |                                | Netflix                                      |

### Fernsehen
Von 1969 bis 2000 wurde Henson beauftragt, Muppet-Figuren für die Sesamstraße zu entwerfen und zu gestalten. Mit Ausnahme gelegentlicher Auftritte in der Muppets-Franchise wurden die Figuren ausschließlich für die Sesamstraße verwendet, aber Henson war rechtmäßiger Eigentümer dieser Figuren, bevor sie von Sesame Workshop erworben wurden. Die einzige Ausnahme war Kermit der Frosch, der schon vor der Sesamstraße in anderen Projekten zu sehen war. Sesame Workshop behält die Rechte an allen Sesamstraßen-Filmen, in denen die Figur vorkommt.
Der Verkauf beendete jede direkte Verbindung zwischen den Muppets und der Sesamstraße, obwohl die Serie den Begriff „Muppet“ unter Lizenz von Disney weiter verwendet. Viele der Puppenspieler treten weiterhin sowohl bei den Muppets als auch in der Sesamstraße auf. Obwohl Henson nicht mehr Eigentümer der Sesamstraßenfiguren ist, entwirft er sie weiterhin. Diese Liste enthält keine Sesamstraßen-Koproduktionen außerhalb der Vereinigten Staaten aus der Zeit vor 2001.
| Produktionsfirma             | Titel                                    | Autor(en) / Entwickler(n)                                | Veröffentlichung | Produktionspartner | Network                                           |
| ---------------------------- | ---------------------------------------- | -------------------------------------------------------- | ---------------- | --- | ------------------------------------------------- |
| Henson Associates, Inc.      | Die Muppet Show                          | Jim Henson                                               | 1976–1981        | Associated Television ITC Entertainment                                                                                            | ITV (UK) Syndication (USA)                        |
| Henson Associates, Inc.      | Die Fraggles                             | Jim Henson                                               | 1983–1987        | CBC (Kanada) HBO Television South                                                                                                  | CBC (Kanada) HBO (USA) ITV (UK)                   |
| Henson Associates, Inc.      | Muppet Babies                            | Jim Henson Jeffrey Scott                                 | 1984–1991        | Marvel Productions | CBS                                               |
| Henson Associates, Inc.      | Little Muppet Monsters                   | Jim Henson                                               | 1985             | Marvel Productions | CBS                                               |
| Henson Associates, Inc.      | Fraggle Rock: The Animated Series        | Jim Henson John Semper & Cynthia Friedlob                | 1987             | Marvel Productions | NBC                                               |
| Jim Henson Productions, Inc. | The StoryTeller                          | Jim Henson Anthony Minghella                             | 1988–1989        | TVS | NBC (USA) Channel 4 (UK) HBO (USA) (Greek Myths)  |
| Jim Henson Productions, Inc. | The Jim Henson Hour                      | Jim Henson                                               | 1989             | | NBC                                               |
| Jim Henson Productions, Inc. | The Ghost of Faffner Hall                |                                                          | 1989             | Tyne Tees Television | ITV (UK)                                          |
| Jim Henson Productions, Inc. | Jim Henson's Mother Goose Stories        |                                                          | 1990             | Television South West | ITV (UK) The Disney Channel (US)                  |
| Jim Henson Productions, Inc. | Dinosaurs                                | Michael Jacobs Bob Young Jim Henson                      | 1991–1994        | Michael Jacobs Productions Walt Disney Television                                                                                  | ABC                                               |
| Jim Henson Productions, Inc. | Dog City                                 | Jim Henson Peter Sauder J.D. Smith                       | 1992–1995        | Nelvana Limited | Fox Kids (USA) YTV (Kanada)                       |
| Jim Henson Productions, Inc. | CityKids                                 | Jeffrey Solomon                                          | 1993–1994        | The CityKids Foundation | ABC                                               |
| Jim Henson Productions, Inc. | Secret Life of Toys                      |                                                          | 1993             | | The Disney Channel (US) BBC (UK)                  |
| Jim Henson Productions, Inc. | Jim Henson's Animal Show                 |                                                          | 1994–1998        | | Fox Kids (Staffeln 1–2) Animal Planet (Staffel 3) |
| Jim Henson Productions, Inc. | Muppets Tonight                          |                                                          | 1996–1998        | | ABC Disney Channel                                |
| Jim Henson Productions, Inc. | Aliens in the Family                     | Andy Borowitz Susan Borowitz                             | 1996             | The Stuffed Dog Company | ABC                                               |
| Jim Henson Productions, Inc. | The Wubbulous World of Dr. Seuss         | Dr. Seuss (characters)                                   | 1996–1998        | | Nickelodeon                                       |
| Jim Henson Television        | Der Bär im großen blauen Haus            | Mitchell Kriegman                                        | 1997–2006        | Shadow Projects | Playhouse Disney                                  |
| Jim Henson Television        | Brats of the Lost Nebula                 | Dan Clark                                                | 1998–99          | Decode Entertainment Wandering Monkey Entertainment                                                                                | The WB (US) YTV (Kanada)                          |
| Jim Henson Television        | Mopatop's Shop                           | Jocelyn Stevenson                                        | 1999–2003        | Carlton Television | ITV (CITV)                                        |
| Jim Henson Television        | Construction Site                        |                                                          | 1999–2003        | | ITV (CITV)                                        |
| Jim Henson Television        | Farscape                                 | Rockne S. O’Bannon                                       | 1999–2003        | Hallmark Entertainment | Nine Network (Australien) Sci-Fi Channel (USA)    |
| Jim Henson Television        | The Fearing Mind                         | Billy Brown                                              | 2000–01          | Angel/Brown Productions | Fox Family                                        |
| Jim Henson Television        | The Hoobs                                | Jocelyn Stevenson Brian Henson                           | 2001–2003        | Decode Entertainment | Channel 4 (UK) TVOKids (Kanada)                   |
| Jim Henson Television        | Telling Stories with Tomie dePaola       |                                                          | 2001             | | Hallmark Channel                                  |
| Jim Henson Television        | Bambaloo                                 |                                                          | 2002–03          | Yoram Gross-EM.TV | Seven Network ABC TV                              |
| The Jim Henson Company       | Animal Jam                               | John Derevlany                                           | 2003             | | TLC Discovery Kids                                |
| The Jim Henson Company       | Frances                                  | Russell Hoban Alex Rockwell Halle Stanford               | 2008             | HIT Entertainment |                                                   |
| The Jim Henson Company       | Sid the Science Kid                      |                                                          | 2008–2013        | KCET (2008–09) KOCE-TV (2010–12)                                                                                                   | PBS Kids                                          |
| The Jim Henson Company       | Jim Henson's Pajanimals                  | Jeff Muncy and Alex Rockwell                             | 2008–2013        | Sixteen South John Doze Studios Ingenious                                                                                          | PBS Kids Sprout                                   |
| The Jim Henson Company       | Dino-Zug                                 | Craig Bartlett                                           | 2009–2020        | Info-communications Media Development Authority Sparky Animation FableVision Snee-Oosh, Inc. (uncredited) Tail Waggin' Productions | PBS Kids                                          |
| The Jim Henson Company       | Jim Henson's The Possibility Shop        | Courtney Watkins                                         | 2009–2011        | |                                                   |
| The Jim Henson Company       | Hot Dog TV                               |                                                          | 2010             | | Cartoon Network                                   |
| The Jim Henson Company       | Me and My Monsters                       | Mark Grant Claudia Lloyd Rebecca De Souza                | 2010–2011        | Tiger Aspect Productions Sticky Pictures                                                                                           | Network Ten (Australien) CBBC (UK)                |
| The Jim Henson Company       | Wilson & Ditch: Digging America          | Joe Purdy Craig Bartlett                                 | 2010–2012        | | PBS Kids                                          |
| The Jim Henson Company       | That Puppet Game Show                    | Jamie Ormerod                                            | 2013–14          | BBC Entertainment | BBC One                                           |
| The Jim Henson Company       | Jim Henson's Creature Shop Challenge     |                                                          | 2014             | | Syfy                                              |
| The Jim Henson Company       | The Doozers                              |                                                          | 2014–2018        | DHX Studios Halifax | Hulu (USA) Kids' CBC (Kanada)                     |
| The Jim Henson Company       | Hi Opie!                                 | Barbara Slade                                            | 2014–2016        | marblemedia | TVO Kids                                          |
| The Jim Henson Company       | Dot.                                     | Randi Zuckerberg                                         | 2016–2018        | Industrial Brothers | CBC Kids (Kanada) Universal Kids (USA)            |
| The Jim Henson Company       | Splash and Bubbles                       | John Tartaglia                                           | 2016–2018        | Herschend Studios | PBS Kids                                          |
| The Jim Henson Company       | Word Party                               | Alex Rockwell                                            | 2016–2021        | | Netflix                                           |
| The Jim Henson Company       | Julie's Greenroom                        | Julie Andrews Emma Walton Hamilton Judy Rothman          | 2017             | | Netflix                                           |
| The Jim Henson Company       | Der dunkle Kristall: Ära des Widerstands | Jim Henson (Charaktere) Jeffrey Addiss Will Matthews     | 2019             | | Netflix                                           |
| The Jim Henson Company       | Fraggle Rock: Rock On!                   |                                                          | 2020             | | Apple TV+                                         |
| The Jim Henson Company       | Earth to Ned                             |                                                          | 2020–2021        | Marwar Junction Productions | Disney+                                           |
| The Jim Henson Company       | Duff's Happy Fun Bake Time               | Duff Goldman                                             | 2021             | | Discovery+                                        |
| The Jim Henson Company       | Harriet the Spy                          |                                                          | 2021–heute       | Apple Studios Postworks New York Wellsville Pictures Titmouse, Inc.                                                                | Apple TV+                                         |
| The Jim Henson Company       | Fraggle Rock: Back to the Rock           | Jim Henson (Originalserie) Matt Fusfeld Alex Cuthbertson | 2022–heute       | New Regency Fusfeld & Cuthbertson Regional Entertainment                                                                           | Apple TV+                                         |
| The Jim Henson Company       | Slumberkins                              | Alex Rockwell                                            | 2022             | Factory | Apple TV+                                         |
| The Jim Henson Company       | The Storyteller                          | Jim Henson (original series)                             | TBA              | Fremantle |                                                   |
| The Jim Henson Company       | Lore Olympus                             | Rachel Smythe                                            | TBA              | Webtoon |                                                   |

#### Als Verleih
- The Tonight Show (1955–1961),
- Sesamstraße (1969–heute),
- Saturday Night Live (Staffel 1),
  - The Land of Gorch Abschnitte (1975–1976),
- The High Fructose Adventures of Annoying Orange (2012–2014).

#### TV-Specials
- Hey, Cinderella! (1969),
- The Great Santa Claus Switch (1970),
- The Frog Prince (1971),
- The Muppet Musicians of Bremen (1972),
- Out to Lunch (1974),
- The Muppets Valentine Show (1974),
- The Muppet Show: Sex and Violence (1975),
- Emmet Otter's Jug-Band Christmas (1977),
- The Muppets Go Hollywood (1979),
- John Denver and the Muppets: A Christmas Together (1979),
- The Muppets Go to the Movies (1981),
- Of Muppets and Men (1981),
- The Fantastic Miss Piggy Show (1982),
- Rocky Mountain Holiday (1983),
- The Muppets: A Celebration of 30 Years (1986),
- The Tale of the Bunny Picnic (1986),
- The Christmas Toy (1986),
- Die Muppets feiern Weihnacht (1987),
- Sesame Street... 20 Years & Still Counting (1989),
- The Muppets at Walt Disney World (1990),
- The Muppets Celebrate Jim Henson (1990),
- Mr. Willowby's Christmas Tree (1995).

### Direct-to-video
- Jim Henson Play-Along Video (1988):
  - Hey, You're as Funny as Fozzie Bear: A Comedy Show Starring Fozzie Bear and You;
  - Mother Goose Stories: Miss Muffet, Songs of Sixpence, Little Boy Blue (1987–1990);
  - Neat Stuff... To Know and Do;
  - Peek-A-Boo, A Big Surprise for Little People;[43]
  - Sing-Along, Dance-Along, Do-Along: Rowlf teaches kids about music;
  - Wow, You're a Cartoonist!.
- Muppet Sing Alongs:
  - Billy Bunny's Animal Songs (1993);[44]
  - It's Not Easy Being Green (1994);
  - Muppet Treasure Island Sing Along (1996);
  - Things That Fly (1996).[45]
- Muppet Classic Theater (1994);
- Jim Henson's Preschool Collection (1995):
  - Mother Goose Stories: Humpty Dumpty;
  - Mother Goose Stories: Mary Had a Little Lamb;
  - Muppets on Wheels;
  - Yes, I Can Be a Friend;
  - Yes, I Can Learn;
  - Yes, I Can Help.[46]
- Kermit's Swamp Years. (2002)

### Web-Content
- The Skrumps (2007);
- The Sam Plenty Cavalcade of Action Show Plus Singing! (2008).

### Henson Alternative
Die folgende Liste enthält Projekte von The Jim Henson Company unter dem Banner Henson Alternative.

#### Filme
| Titel                 | Veröffentlichung | Produktionspartner | Vertrieb          |
| --------------------- | ---------------- | ------------------ | ----------------- |
| The Happytime Murders | 24. Aug. 2018    |                    | STX Entertainment |

#### Fernsehserien
Die ersten acht Serien werden unter dem Banner von Henson Alternative exklusiv in Nordamerika produziert, bevor sie 2015 weltweit Premiere hatten.
- Tinseltown (2007);
- Alt/Reality (2010–2011);
- Simian Undercover Detective Squad (2012);
- Late Night Buffet with Augie and Del (2006);
- Del's Vegas Comedy Binge (2007);
- Late Night Liars (2010);
- Marvin E. Quasniki for President (2011–12);
- Neil's Puppet Dreams (2012–13);
- Ketchup with the Hot Dogs (2013–14);
- Good Morning Today (2013–14);
- No, You Shut Up! (2013–2016);
- The Curious Creations of Christine McConnell (2018).

#### Bühnenshows
- Puppet Up! – Uncensored (2006–heute);
  - Stuffed and Unstrung (2010–2013).

#### Andere Produktionen
- Die Muppet-Segmente des Nintendo Digital Events, das während der E3 gezeigt wurde (2015);
- Star Fox Zero (Werbespot) (2016).